# イタリア麦の帽子
『イタリア麦の帽子』（イタリアむぎのぼうし、フランス語: Un chapeau de paille d'Italie、英語: An Italian Straw Hat）は、1927年に製作され、28年にフランスで公開されたフランス映画。
戦前戦後のフランス映画の四大巨匠の一人、ルネ・クレール監督のモノクロサイレント映画のコメディ映画。
映画史的に見ても、サイレント時代の代表作と言える逸品であり、「ル・ミリオン」や「巴里の屋根の下」で一世を風靡したクレールのユーモアあふれる初期未公開作である。

## あらすじ
人妻アナイスがタヴェルニエ中尉と密会していたところ、木にかけていた帽子を通りかかった馬車馬が食べてしまう。帽子がないと不倫したことがばれてしまうため、中尉は馬車が向かっていた結婚式場を脅す。似たような帽子を探そうとするも売り切れが判明し、二人はその買い手を探す。

## キャスト
- ファディナール - 新郎：アルベール・プレジャン
- タヴェルニエ中尉 - 不倫している間男：ゲイモン・ヴィタル
- アナイス・ド・ボーペルチュイ - 浮気してる夫人：オルガ・チェホーワ
- 聴覚障害のある叔父ヴェジネ役：ポール・オリヴィエ
- フェリクス - 下男：アレックス・アリン
- ボーペルチュイ - 浮気された夫：ジム・ジェラルド
- エレーヌ - 花嫁：マリーズ・マイア
- 帽子屋の女主人：シューケット
- 帽子屋の客：ヴァレンティーヌ・テシエ
- 従兄弟ボバン - 片方の手袋をした：ルイ・プレ
- ネクタイが曲がった従兄弟：アレクシス・ボンディレフ
- その妻：アリス・ティソ
- ノナンクール - 花嫁の父：イヴォンネック
- 区長：ヴォルベール

## スタッフ
- 監督：ルネ・クレール
- 脚本：ルネ・クレール
- 原作：ウジェーヌ・ラビシュ / マルク・ミシェル
- 撮影：モーリス・デファショー / ニコラ・ルーダコフ
- 美術：ラザール・メールソン

## 公開
クレールの無声映画は一本も日本に買付けられて一般公開されたことはなく、一般のルートでは輸入されないで、フランスのシネマテークから東京国立近代美術館フィルムセンターに贈られたプリントが時折、上映されるだけであった。東和商事や三映社が活発な活動に入る前の1920年代のフランス映画は、重点的に輸入する特定の配給会社はなく、散発的にしか入ってこなかったのである。